# 요시무라 다케히코
요시무라 다케히코(일본어: 吉村 武彦, 1975년~)는 일본의 역사가이다. 메이지 대학의 명예교수이며, 주 연구 분야는 일본고대사이다.

## 저서
- 『일본의 역사③ 고대왕권의 전개』(슈에이샤, 1991년)
- 『일본 고대의 사회와 국가』(이와나미 서점, 1996년)
- 『고대 천황 의 탄생』(가도카와 선서, 1998년/ 가도카와 소피아 문고 , 2019년)
- 『일본사회의 탄생―일본의 역사〈1〉』（이와나미 주니어 신서 , 1999년）
- 『성덕태자』(이와나미 신서 , 2002년)
- 『고대사의 신개발』(신 인물 왕래 사, 2005년)
- 『야마토 왕권 ―시리즈 일본 고대사〈2〉』(이와나미 신서, 2010년( [2] ))
- 『여제의 고대 일본』(이와나미 신서, 2012년)
- 『소가씨의 고대』(이와나미 신서, 2015년)